# Ronaldo Guiaro
Ronaldo Guiaro (Piracicaba, 18 de fevereiro de 1974) é um ex-futebolista brasileiro, que atuava como zagueiro.

## Carreira

### Jogador
Aos 12 anos, foi convidado a jogar pelo dente-de-leite da Ponte Preta. Aos 16, foi para o Guarani Futebol Clube, onde iniciou a carreira profissional em 1993 sendo emprestado e posteriormente adquirido em definitivo pelo Atlético Mineiro no ano de 1995, após um ótimo Campeonato Mineiro. No fim de 1995, o clube, que passava por uma crise financeira muito grande, fez a campanha "Fica Ronaldo" para arrecadar dinheiro, mantendo o jogador por mais um tempo no Galo.
Foi convocado pela primeira vez para a Seleção Brasileira em 1996, mas acabou cortado após sofrer uma lesão na mão direita ao prender sua aliança no gancho de uma trave no centro de treinamento do Atlético Mineiro, precisando passar por três cirurgias e ficar afastado um mês dos gramados. Foi medalha de bronze pela Seleção Brasileira Olímpica em Atlanta em 1996.
No retorno das Olimpíadas, transferiu-se ao Benfica em Portugal, onde atuou por quatro temporadas.
Passou ainda pelo Besiktas da Turquia, onde foi campeão turco no ano do centenário do clube. Ficou no clube até 2006, onde atuou em 119 partidas e marcou 8 gols.
Ainda em 2006, chegou ao Santos FC, onde conquistou o Campeonato Paulista.
De 2007 até 2011 jogou pelo Aris Salônica da Grécia. Na temporada 2009/2010, disputou 27 partidas pela equipe e marcou um gol.

### Treinador
Se formou na Escola Brasileira de Futebol da CBF (Confederação Brasileira de Futebol).
Em agosto de 2015, assumiu o time sub 20 do XV de Piracicaba. Assumiu o time principal em março de 2017.
Em 2022, volta ao XV de Piracicaba como auxiliar-técnico de Cléber Gaúcho.

## Títulos
Atlético MG
- Campeonato Mineiro: 1995

Beşiktaş
- Campeonato Turco: 2002/03

Santos
- Campeonato Paulista: 2006[18]

Aris FC
- Copa da Grécia: 2007/08